# Accoltellamenti della Porta dei Leoni
Il 3 ottobre 2015, un residente palestinese di al-Bireh attaccò la famiglia Benita vicino alla Porta dei Leoni a Gerusalemme, mentre si dirigevano verso il Muro del Pianto per pregare. L'aggressore uccise Aaron Benita, il padre della famiglia, e ferì la madre Adele e il figlio Matan di 2 anni. Anche Nehemia Lavi, un residente che sentì delle urla e venne in aiuto, fu ucciso e la sua pistola fu presa dall'aggressore. L'aggressore, il 19enne Muhanad Shafeq Halabi, fu ucciso dalla polizia mentre sparava sui pedoni.
Adele descrisse i residenti arabi che stavano in piedi e ridevano mentre veniva attaccata e le dicevano di "cadere morta" quando supplicò aiuto per suo figlio.
Questo attacco e un altro attacco con accoltellamento, entrambi avvenuti una festa religiosa che attira molti ebrei nei luoghi santi di Gerusalemme, portarono le autorità israeliane a vietare temporaneamente ai residenti arabi di Gerusalemme est di entrare nella Città Vecchia fortificata.